# 吉尼库尔
吉尼库尔（法語：Guignicourt，法語發音：[ɡiɲikuʁ]）是法国上法蘭西大區埃纳省的一个旧市镇，属于拉昂区。2019年1月1日，吉尼库尔与市镇梅讷维尔合并为新市镇埃纳河畔新城，成为了埃纳河畔新城的委派市镇，吉尼库尔也是新市镇行政中心所在地。

## 地理
吉尼库尔（49°26'7"N, 3°57'57"E）面积17.74 平方千米，位于法国上法蘭西大區埃纳省，该省份为法国北部内陆省份，北起北部省，西接索姆省和瓦兹省，东临阿登省和马恩省，西南至塞纳-马恩省，东北部与比利时接壤。
与吉尼库尔接壤的市镇（或旧市镇、城区）包括：阿米方丹、叙普河畔孔代、瑞万库尔和达马里、梅讷维尔、普鲁韦、瓦里斯库尔。
吉尼库尔的时区为UTC+01:00、UTC+02:00（夏令时）。

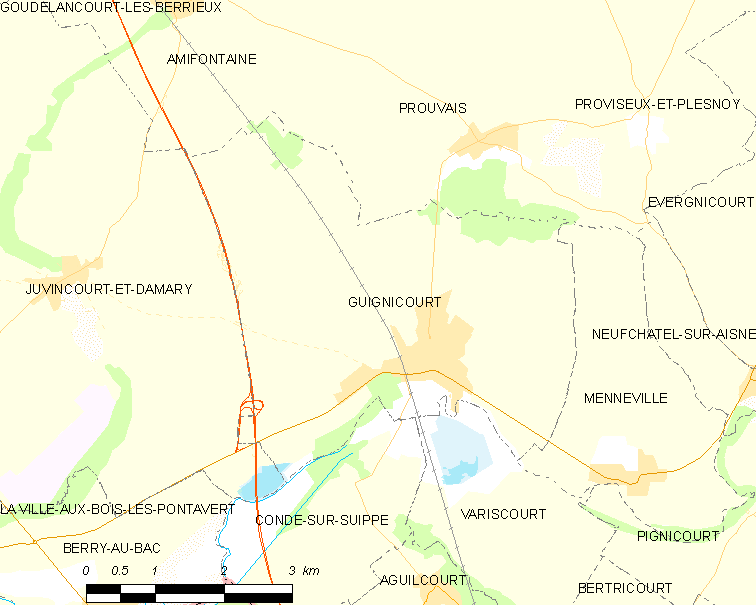
吉尼库尔的OSM定位图

## 行政
吉尼库尔的邮政编码为02190，INSEE市镇编码为02360。

## 政治
吉尼库尔所属的省级选区为埃纳河畔新城县。

## 人口

1962-2008年间吉尼库尔人口变化图示

吉尼库尔于2018年1月1日时的人口数量为2211人。